# Лескія
Лескія (рум. Lăschia) — село у повіті Марамуреш в Румунії. Входить до складу комуни Копалнік-Менештур.
Село розташоване на відстані 390 км на північний захід від Бухареста, 17 км на південний схід від Бая-Маре, 85 км на північ від Клуж-Напоки.

## Населення
За даними перепису населення 2002 року у селі проживали 538 осіб.
Національний склад населення села:
| Національність | Кількість осіб | Відсоток |
| -------------- | -------------- | -------- |
| румуни         | 520            | 96,7%    |
| цигани         | 16             | 3,0%     |

Рідною мовою назвали:
| Мова      | Кількість осіб | Відсоток |
| --------- | -------------- | -------- |
| румунська | 520            | 96,7%    |
| циганська | 16             | 3,0%     |